# Vijetnamski šahovski savez
Vijetnamski šahovski savez (vij.: Liên đoàn Cờ Việt Nam), krovno tijelo športa šaha u Vijetnamu. Član nacionalnog olimpijskog odbora. Sjedište je u Hanoiju, 36 Tran Phu St., Ba Dinh. Vijetnam pripada azijskoj zoni 3.3. Predsjednik je Đông Tiến Nguyễn (ažurirano 17. listopada 2019.).

## Vanjske poveznice
- Službene stranice